# Gelasinospora brasiliensis
Gelasinospora brasiliensis är en svampart som beskrevs av C. Ram 1968. Gelasinospora brasiliensis ingår i släktet Gelasinospora och familjen Sordariaceae.   Inga underarter finns listade i Catalogue of Life.